# Daniella Campos
Daniella Andrea Campos Lathrop (Santiago; 29 septembre 1976), est une journaliste, animatrice de télévision et titulaire concours de beauté qui a placé dans le Top 10 à Miss Monde 1998.

## Miss Monde Chili 1998
- Précédé de: Paulina Mladinic (Miss Monde Chili 1997)
- Suivi de: Lissette Sierra (Miss Monde Chili 1999)

## Télévision
- 2006-2008 : SQP (Chilevisión) : Commentatrice/Panéliste
- 2008 : Juntos, el show de la mañana (Canal 13) : Commentatrice/Panéliste[1]
- 2009 : Animal nocturno (TVN) : Elle-meme/Invitée
- 2011 : Secreto a voces (Mega) : Elle-meme/Invitée